# 津軽典暁
津軽 典暁（つがる つねとし）は、江戸時代中期から後期にかけての陸奥国弘前藩分家・黒石領（4000石）7代当主。

## 略歴
陸奥弘前藩9代藩主・津軽寧親（黒石領6代当主）の長男として誕生。母は杉浦正勝の娘・福姫。生年は天明7年（1787年）とも。
先代当主だった父の本家相続により、寛政3年（1791年）に黒石領4000石を相続したが、文化2年（1805年）に17歳（あるいは19歳）で死去した。その後は、上総国久留里藩主・黒田直亨の四男・親足が末期養子として継承した。

## 系譜
父母
- 津軽寧親（父）
- 福姫 ー 杉浦正勝の娘（母）

養子
- 津軽親足 ー 黒田直亨の四男